# آلفونسوی دوازدهم
آلفونسوی دوازدهم اسپانیا (انگلیسی: Alfonso XII of Spain؛ زاده ۲۸ نوامبر ۱۸۵۷ درگذشته ۲۵ نوامبر ۱۸۸۵) یکی از پادشاهان اسپانیا بود که بین سال‌های ۱۸۷۴ تا ۱۸۸۵ بر این کشور حکومت می‌کرد.